# Гійом Ламбер
Гійом Ламбер (фр. Guillaume Lambert) — французький політик та державний діяч, префект департаменту Лозер (2013—2015), керівник Кабінету Президента Франції Ніколя Саркозі (2010—2012).

## Біографія
Закінчив Інститут політичних досліджень у Парижі.
З 1996 по 2002 рік був комісаром ВМС Франції, а у 2005 році став начальником управління морської безпеки в Атлантичній морській префектурі.
З 2005 по 2007 рік обіймав посаду субпрефекта департаменту Кот-д'Армор, у 2009 році виконував обов'язки керівника кабінету державного секретаря з питань зайнятості Лорана Вокьє.
У 2010—2012 роках був керівником Кабінету Президента Франції Ніколя Саркозі, а у 2012 році очолив президентську кампанію Саркозі на президентських виборах.
У 2013 році був призначений на посаду префекта департаменту Лозер, однак у 2015 році був звільнений у зв'язку зі звинуваченнями у шахрайстві, зловживанні владою і пособництві в незаконному фінансуванні виборчої кампанії у т.з. «справі Бігмаліон». У 2021 році був засуджений до 3,5 років ув'язнення, 2 з яких були умовними.

## Нагороди
- кавалер ордена Сільськогосподарських заслуг;
- кавалер ордена Академічних пальм;
- орден князя Ярослава Мудрого III ступеня (Україна, 6 жовтня 2010)[8];